# Judah García
Judah Emmanuel García (San Fernando, 24 de octubre de 2000) es un futbolista profesional trinitario que juega como centrocampista en el club F. K. Partizani de la Superliga de Albania. Es internacional con la selección nacional de Trinidad y Tobago.

## Clubes
García se unió al equipo juvenil de Point Fortin en 2017 y luego se unió al equipo absoluto.

### NEROCA
En noviembre de 2020, el club NEROCA con sede en Imphal completó el fichaje del internacional de Trinidad y Tobago, Judah García, para la temporada 2020-21 de la I-League. Marcó 3 goles en 12 partidos de liga cuando NEROCA descendió, pero fue reintegrado por AIFF luego de ver la situación de la pandemia de Covid-19.

## Selección nacional

### Juvenil
García ha representado a Trinidad y Tobago en los niveles Trinidad y Tobago sub-20 y Trinidad y Tobago sub-22.

### Absoluta
Después de su impresionante temporada con Point Fortin, García fue incluido por el técnico Dennis Lawrence en un partido amistoso contra Panamá. Debutó tras salir desde el banquillo en el minuto 81, sustituyendo a Marcus Joseph.

## Vida personal
Proviene de una familia de futbolistas formada por tres hermanos (Daniel, Nathaniel y Levi) que juegan fútbol profesional. 